# Linha 7 (Metro de Barcelona)

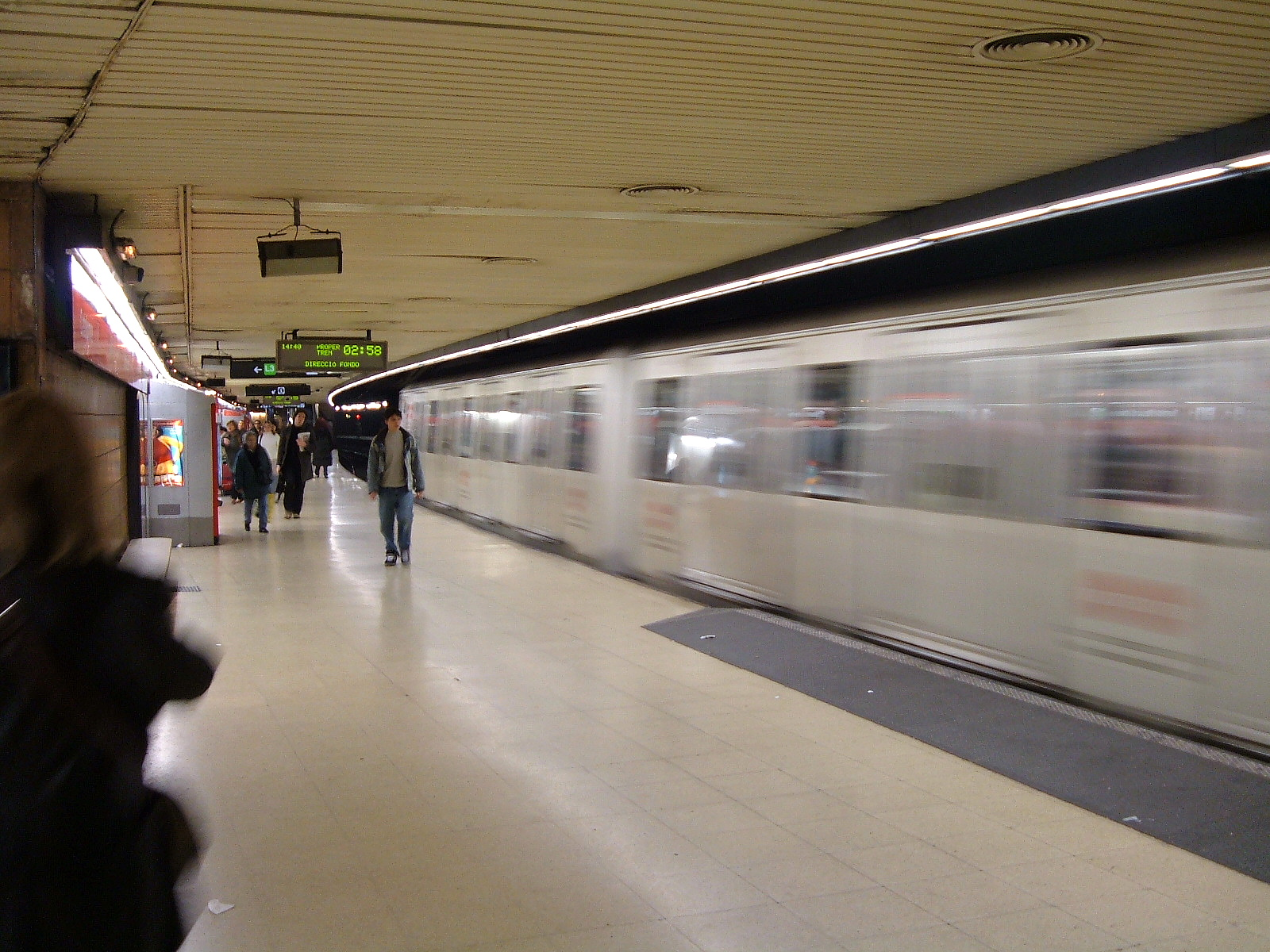
Estação Catalunya (Metro de Barcelona)

A Linha 7 do Metro de Barcelona é operada pela FGC, e foi inaugurada em 30 de dezembro de 1954. Em 1996 a linha passou ater o nome de "U7", sendo que "U" tinha o significado de urbana. Em 2003 a adotou a nomenclatura oficial do Metro de Barcelona, passando a ser chamada de Linha 7.

## Informações técnicas

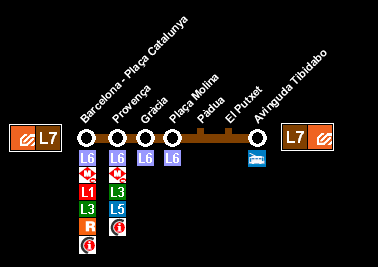
Linha 7 do Metro de Barcelona.

| Cor                           | Marron                          |
| Número de estações            | 7                               |
| Tipo                          | Metro convencional              |
| Distância                     | 4,6km                           |
| Trens                         | Serie 111 e 113.                |
| Tempo de viagem               | 10min.                          |
| bitola da via                 | 1.435 mm (bitola internacional) |
| Tração                        | Eletricidade                    |
| Trecho ao ar livre            |                                 |
| Cobertura de telefone celular | Disponível em toda linha        |
| Oficinas e páteos de manobra  |                                 |
| Operadora                     | FGC                             |